# Liste der Preisträger des Grammy Hall of Fame Awards (A–D)
Diese Liste führt die Preisträger des Grammy Hall of Fame Awards mit den Anfangsbuchstaben A–D auf.
| Titel                                                            | Preisträger | Musiklabel             | Jahr der Veröffentlichung | Genre             | Format | Jahr der Preisverleihung |
| ---------------------------------------------------------------- | --- | ---------------------- | ------------------------- | ----------------- | ------ | ------------------------ |
| 3 Feet High and Rising                                           | De La Soul | Tommy Boy              | 1989                      | Hip Hop           | Album  | 2024                     |
| „A-Tisket, A-Tasket“                                             | Chick Webb and His Orchestra with Ella Fitzgerald | Decca                  | 1938                      | Jazz              | Single | 1986                     |
| Abbey Road                                                       | The Beatles | Apple                  | 1969                      | Rock              | Album  | 1995                     |
| „ABC“                                                            | The Jackson 5 | Motown                 | 1970                      | R&B               | Single | 2017                     |
| Abraxas                                                          | Santana | Columbia               | 1970                      | Rock              | Album  | 1999                     |
| „Ac-Cent-Tchu-Ate the Positive“                                  | Johnny Mercer and the Pied Pipers | Capitol                | 1945                      | Traditional Pop   | Single | 1998                     |
| „Act Naturally“                                                  | Buck Owens | Capitol                | 1963                      | Country           | Single | 2013                     |
| „Afro-Cuban Jazz Suite“                                          | Machito | Mercury                | 1950                      | Jazz              | Track  | 2020                     |
| After the Gold Rush                                              | Neil Young und Crazy Horse | Reprise                | 1970                      | Folk Rock         | Album  | 2014                     |
| „Ain’t it a Shame“                                               | Fats Domino | Imperial               | 1955                      | Rock & Roll       | Single | 2002                     |
| „Ain't Misbehavin’“ (Piano Solo)                                 | Fats Waller | Victor                 | 1929                      | Jazz              | Single | 1984                     |
| „Ain’t No Mountain High Enough“                                  | Marvin Gaye und Tammi Terrell | Tamla                  | 1967                      | R&B               | Single | 1999                     |
| „Ain’t No Sunshine“                                              | Bill Withers | Sussex                 | 1971                      | R&B               | Single | 1999                     |
| „Ain’t Nobody Here but Us Chickens“                              | Louis Jordan and His Tympany Five | Decca                  | 1946                      | Jump Blues        | Single | 2013                     |
| Aja                                                              | Steely Dan | ABC                    | 1977                      | Jazz Fusion       | Album  | 2003                     |
| „Alexander’s Ragtime Band“                                       | Arthur Collins und Byron Harlan | Victor                 | 1911                      | Traditional Pop   | Single | 2005                     |
| „Alfie“                                                          | Dionne Warwick | Scepter                | 1967                      | Pop               | Single | 2008                     |
| „Alice’s Restaurant“                                             | Arlo Guthrie | Reprise                | 1967                      | Folk              | Single | 2002                     |
| „All Along the Watchtower“                                       | The Jimi Hendrix Experience | Reprise                | 1968                      | Rock              | Single | 2001                     |
| „All I Have to Do Is Dream“                                      | The Everly Brothers | Cadence                | 1958                      | Jangle-Pop        | Single | 2004                     |
| „All I Want for Christmas Is My Two Front Teeth“                 | Spike Jones & His City Slickers | RCA Victor             | 1948                      | Novelty           | Single | 2007                     |
| „All of Me“                                                      | Louis Armstrong & His Orchestra | Columbia               | 1932                      | Jazz              | Single | 2005                     |
| All Things Must Pass                                             | George Harrison | Apple                  | 1970                      | Rock              | Album  | 2014                     |
| „Allons à Lafayette (Lafayette)“                                 | Joe Falcon und Cléoma Breaux | Columbia               | 1928                      | Cajun             | Single | 2013                     |
| „Always on My Mind“                                              | Willie Nelson | Columbia               | 1982                      | Country           | Single | 2008                     |
| „Am I Blue?“                                                     | Ethel Waters | Columbia               | 1929                      | Traditional Pop   | Single | 2007                     |
| „Amazing Grace“                                                  | The Dixie Hummingbirds | Apollo                 | 1946                      | Gospel            | Single | 2000                     |
| Amazing Grace                                                    | Aretha Franklin mit James Cleveland und dem Southern California Community Choir | Atlantic               | 1972                      | Gospel            | Album  | 1999                     |
| „America the Beautiful“                                          | Ray Charles | Tangerine              | 1972                      | R&B               | Track  | 2005                     |
| American Beauty                                                  | Grateful Dead | Warner Bros.           | 1970                      | Country-Rock      | Album  | 2016                     |
| „American Pie“                                                   | Don McLean | United Artists         | 1971                      | Folk Rock         | Single | 2002                     |
| „An American in Paris“                                           | George Gershwin (am Klavier) mit dem Victor Symphony Orchestra dirigiert von Nathaniel Shilkret | Victor                 | 1929                      | Klassische Musik  | Single | 1997                     |
| An American in Paris: Soundtrack                                 | Verschiedene (Besetzung: Gene Kelly, Georges Guétary, Oscar Levant, Mac MacLain, Pete Roberts, Grace Stark etc.) | MGM                    | 1951                      | Soundtrack        | Album  | 2006                     |
| An Evening with Andrés Segovia                                   | Andrés Segovia | Decca                  | 1954                      | Klassische Musik  | Album  | 1999                     |
| „And the Angels Sing“                                            | Benny Goodman and His Orchestra; Martha Tilton, Gesang; Ziggy Elman, Trompete | RCA Victor             | 1939                      | Jazz              | Single | 1987                     |
| Annie Get Your Gun                                               | Original Broadway-Besetzung (Ethel Merman, Ray Middleton) | Decca                  | 1946                      | Musical Show      | Album  | 1998                     |
| Anthology of American Folk Music                                 | Verschiedene | Folkways               | 1952                      | Folk              | Album  | 2012                     |
| „Any Old Time“                                                   | Artie Shaw mit Billie Holiday | Bluebird               | 1938                      | Traditional Pop   | Single | 2001                     |
| „Anything Goes“                                                  | Cole Porter | His Master’s Voice     | 1934                      | Pop               | Single | 2012                     |
| Appetite for Destruction                                         | Guns N' Roses | Geffen                 | 1987                      | Hard Rock         | Album  | 2024                     |
| „April in Paris“                                                 | Count Basie and His Orchestra | Clef                   | 1955                      | Jazz              | Single | 1985                     |
| „Aquarius/Let the Sunshine In“                                   | The 5th Dimension | Soul City              | 1969                      | Psychedelic Soul  | Single | 2004                     |
| Are You Experienced?                                             | The Jimi Hendrix Experience | Reprise                | 1967                      | Rock              | Album  | 1999                     |
| „Are You Lonesome Tonight?“                                      | Elvis Presley | RCA Victor             | 1960                      | Traditional Pop   | Single | 2007                     |
| „Artistry in Rhythm“                                             | Stan Kenton & his Orchestra | Capitol                | 1945                      | Jazz              | Single | 1985                     |
| „As Time Goes By“                                                | Dooley Wilson | Decca                  | 1942                      | Soundtrack        | Single | 2010                     |
| The Astaire Story                                                | Fred Astaire und das Oscar Peterson Quintet | Mercury                | 1952                      | Vocal Jazz        | Album  | 1999                     |
| Astral Weeks                                                     | Van Morrison | Warner Bros.           | 1968                      | Folk              | Album  | 1999                     |
| At Fillmore East                                                 | The Allman Brothers Band | Capricorn              | 1971                      | Bluesrock         | Album  | 1999                     |
| „At Last“                                                        | Etta James | Argo                   | 1960                      | Soul Blues        | Single | 1999                     |
| „At Seventeen“                                                   | Janis Ian | Columbia               | 1975                      | Soft Rock         | Single | 2008                     |
| „Au clair de la lune“                                            | Édouard-Léon Scott De Martinville | N/A                    | 1860                      | Volkslied         | Single | 2021                     |
| Autobahn                                                         | Kraftwerk | Vertigo                | 1974                      | Krautrock         | Album  | 2015                     |
| Axis: Bold as Love                                               | The Jimi Hendrix Experience | Track                  | 1968                      | Pop-Rock          | Album  | 2006                     |
| Bach: Goldberg Variations for Harpsichord                        | Wanda Landowska | EMI                    | 1933                      | Klassische Musik  | Album  | 1986                     |
| Bach: Goldberg Variations                                        | Glenn Gould | Columbia               | 1954                      | Klassische Musik  | Album  | 1983                     |
| Bach: Sonata No. 1 for Unaccompanied Violin, BWV 1001            | Joseph Szigeti | Columbia               | 1931                      | Klassische Musik  | Album  | 1998                     |
| Bach: Suites for Unaccompanied Cello                             | Pablo Casals | RCA Victor             | 1936-1939                 | Klassische Musik  | Album  | 1985                     |
| Bach: The Well-Tempered Clavier                                  | Wanda Landowska | RCA Victor             | 1949–1952                 | Klassische Musik  | Album  | 1977                     |
| Bach-Stokowski: Toccata and Fugue in D Minor                     | Philadelphia Orchestra dirigiert von Leopold Stokowski | Victor                 | 1927                      | Klassische Musik  | Single | 1978                     |
| Back in Black                                                    | AC/DC | Albert                 | 1980                      | Hard Rock         | Album  | 2013                     |
| „Back in the Saddle Again“                                       | Gene Autry | Vocalion               | 1939                      | Country           | Single | 1997                     |
| Ballad for Americans                                             | Paul Robeson mit dem Victor Symphony Orchestra & American People's Chorus; Orchester dirigiert von Nathaniel Shilkret; Chor geleitet von Earl Robinson                                                               | Victor                 | 1940                      | Traditional Pop   | Album  | 1980                     |
| Ballads                                                          | John Coltrane Quartet | Impulse!               | 1962                      | Jazz              | Album  | 2008                     |
| „Banana Boat (Day-O)“                                            | Harry Belafonte | RCA Victor             | 1956                      | Calypso           | Single | 2009                     |
| The Band                                                         | The Band | Capitol                | 1969                      | Roots Rock        | Album  | 1999                     |
| Band of Gypsys                                                   | Jimi Hendrix | Capitol                | 1970                      | Rock              | Album  | 2018                     |
| Band on the Run                                                  | Paul McCartney und Wings | Apple                  | 1973                      | Rock              | Album  | 2013                     |
| Barber: Violin Concerto                                          | Isaac Stern mit New York Philharmonic dirigiert von Leonard Bernstein | Columbia               | 1964                      | Klassische Musik  | Album  | 2007                     |
| The Barbra Streisand Album                                       | Barbra Streisand | Columbia               | 1963                      | Traditional Pop   | Album  | 2006                     |
| Bartók: Concerto for Orchestra                                   | Chicago Symphony Orchestra dirigiert von Fritz Reiner | RCA Victor             | 1956                      | Klassische Musik  | Album  | 1998                     |
| Bartók: Contrasts for Violin, Clarinet & Piano                   | Béla Bartók, Piano; Joseph Szigeti, Violine; Benny Goodman, Klarinette | Columbia               | 1940                      | Klassische Musik  | Album  | 1989                     |
| Bartók: Quartets                                                 | Juilliard Quartet | Columbia               | 1950                      | Klassische Musik  | Album  | 1987                     |
| The Basement Tapes                                               | Bob Dylan und The Band | Columbia               | 1975                      | Roots Rock        | Album  | 2016                     |
| „The Battle of New Orleans“                                      | Johnny Horton | Columbia               | 1959                      | Country           | Single | 2002                     |
| „Be My Baby“                                                     | The Ronettes | Philles                | 1963                      | Pop               | Single | 1999                     |
| The Beatles (aka „The White Album“)                              | The Beatles | Apple                  | 1968                      | Pop-Rock          | Album  | 2000                     |
| „Be-Bop-A-Lula“                                                  | Gene Vincent & his Blue Caps | Capitol                | 1956                      | Rockabilly        | Single | 1999                     |
| Beethoven: Concerto in D Major for Violin and Orchestra          | Jascha Heifetz und das NBC Symphony Orchestra dirigiert von Arturo Toscanini | Victor                 | 1940                      | Klassische Musik  | Album  | 1996                     |
| Beethoven: Concerto for Piano Numbers 1–5                        | Artur Schnabel (am Klavier) mit dem London Symphony Orchestra (1, 5) & London Philharmonic Orchestra (2, 3, 4); Orchester dirigiert von Malcolm Sargent                                                              | Victor                 | 1932–1935                 | Klassische Musik  | Album  | 1989                     |
| Beethoven: The Five Piano Concerti (Complete)                    | Leon Fleisher mit dem Cleveland Orchestra dirigiert von George Szell | Columbia               | 1959–1961                 | Klassische Musik  | Album  | 2008                     |
| Beethoven: Piano Sonatas (32)                                    | Artur Schnabel | Beethoven Society      | 1932–1938                 | Klassische Musik  | Album  | 1975                     |
| Beethoven: Quartets for Strings                                  | Budapest String Quartet | Columbia               | 1952                      | Klassische Musik  | Album  | 1981                     |
| Beethoven: Symphonies                                            | NBC Symphony Orchestra dirigiert von Arturo Toscanini | RCA Victor             | 1950–1953                 | Klassische Musik  | Album  | 1977                     |
| Beethoven: Symphony No. 5                                        | Berlin Philharmonic dirigiert von Arthur Nikisch | Gramophone             | 1913                      | Klassische Musik  | Album  | 2008                     |
| Beethoven: Symphony No. 7 in A-Major Op. 92                      | New York Philharmonic dirigiert von Arturo Toscanini | RCA Victor             | 1936                      | Klassische Musik  | Album  | 2007                     |
| Beggars Banquet                                                  | The Rolling Stones | London                 | 1968                      | Roots Rock        | Album  | 1999                     |
| „Begin the Beguine“                                              | Artie Shaw and His Orchestra | Bluebird               | 1938                      | Jazz              | Single | 1977                     |
| „Behind Closed Doors“                                            | Charlie Rich | Epic                   | 1973                      | Country           | Single | 1999                     |
| „Bei Mir Bist Du Schon“                                          | The Andrews Sisters | Decca                  | 1937                      | Traditional Pop   | Single | 1996                     |
| Belafonte at Carnegie Hall                                       | Harry Belafonte | RCA Victor             | 1959                      | Pop               | Album  | 1999                     |
| „Bellini: Casta Diva“ (aus Norma)                                | Rosa Ponselle und Metropolitan Opera Orchestra & Chor dirigiert von Giulio Setti | Victor                 | 1929                      | Opera             | Single | 2008                     |
| Bells Are Ringing                                                | Original Broadway-Besetzung (Judy Holliday, Sydney Chaplin) | Columbia               | 1956                      | Musical Show      | Album  | 2000                     |
| Berg: Wozzeck                                                    | New York Philharmonic Orchestra dirigiert von Dimitri Mitropoulos; Besetzung: Mack Harrell, Eileen Farrell etc. | Columbia Masterworks   | 1951                      | Opera             | Album  | 1990                     |
| Bernstein: Mass—A Theatre Piece for Singers, Players and Dancers | Leonard Bernstein | Columbia Masterworks   | 1971                      | Klassische Musik  | Album  | 2019                     |
| „Big Girls Don’t Cry“                                            | The Four Seasons | Vee-Jay                | 1962                      | Rock              | Single | 2015                     |
| „Bill“                                                           | Helen Morgan | Victor                 | 1928                      | Musical Theater   | Single | 1998                     |
| „Billie’s Bounce“                                                | Charlie Parker and His Re-Boppers | Savoy                  | 1945                      | Jazz              | Single | 2002                     |
| „Birdland“                                                       | Weather Report | Columbia               | 1977                      | Jazz Fusion       | Single | 2010                     |
| Birth of the Cool                                                | Miles Davis | Capitol                | 1957                      | Cool Jazz         | Album  | 1982                     |
| Bitches Brew                                                     | Miles Davis | Columbia               | 1969                      | Jazz Fusion       | Album  | 1999                     |
| Bizet: Carmen                                                    | RCA Victor Orchestra dirigiert von Fritz Reiner & Robert Shaw Chor dirigiert von Robert Shaw (Besetzung: Risë Stevens, Jan Peerce, Licia Albanese und Robert Merrill)                                                | RCA Red Seal           | 1951                      | Opera             | Album  | 2008                     |
| „Black and Tan Fantasy“                                          | Duke Ellington & His Orchestra | Victor                 | 1927                      | Jazz              | Single | 1981                     |
| „Black, Brown and Beige“                                         | Duke Ellington & His Orchestra | RCA Victor             | 1943                      | Jazz              | Single | 1990                     |
| „Black Mountain Rag“                                             | Doc Watson | Vanguard               | 1964                      | Folk              | Single | 2006                     |
| Bloch: Schelomo                                                  | Emanuel Feuermann mit dem Philadelphia Orchestra dirigiert von Leopold Stokowski | RCA Victor             | 1940                      | Klassische Musik  | Album  | 1999                     |
| Blonde on Blonde                                                 | Bob Dylan | Columbia               | 1966                      | Rock              | Album  | 1999                     |
| Blood on the Tracks                                              | Bob Dylan | Columbia               | 1975                      | Folk Rock         | Album  | 2015                     |
| Blood, Sweat & Tears                                             | Blood, Sweat & Tears | Columbia               | 1969                      | Rock              | Album  | 2002                     |
| „Blowin’ in the Wind“                                            | Bob Dylan | Columbia               | 1963                      | Folk              | Single | 1994                     |
| „Blowin’ in the Wind“                                            | Peter, Paul and Mary | Warner Bros.           | 1963                      | Folk              | Single | 2003                     |
| Blue                                                             | Joni Mitchell | Reprise                | 1971                      | Contemporary Folk | Album  | 1999                     |
| „Blue Moon of Kentucky“                                          | Bill Monroe & his Blue Grass Boys | Columbia               | 1945                      | Bluegrass         | Single | 1998                     |
| „Blue Suede Shoes“                                               | Carl Perkins | Sun                    | 1956                      | Rock & Roll       | Single | 1986                     |
| Blue Train                                                       | John Coltrane | Blue Note              | 1957                      | Hard Bop Jazz     | Album  | 1999                     |
| „Blue Yodel (T for Texas)“                                       | Jimmie Rodgers | Victor                 | 1927                      | Country           | Single | 1985                     |
| „Blue Yodel #9 (Standing on the Corner)“                         | Jimmie Rodgers mit Louis Armstrong und Lil Hardin Armstrong | Victor                 | 1930                      | Blues             | Single | 2007                     |
| „Blueberry Hill“                                                 | Fats Domino | Imperial               | 1956                      | Rock & Roll       | Single | 1987                     |
| „Blues Stay Away from Me“                                        | The Delmore Brothers | King                   | 1949                      | Country           | Single | 2007                     |
| Blues Breakers                                                   | John Mayall with Eric Clapton | London                 | 1966                      | Blues             | Album  | 2021                     |
| „Bo Diddley“                                                     | Bo Diddley | Checker                | 1955                      | Rock & Roll       | Single | 1998                     |
| „Body and Soul“                                                  | Coleman Hawkins | Bluebird               | 1939                      | Jazz              | Single | 1974                     |
| „Bogalusa Boogie“                                                | Clifton Chenier | Arhoolie               | 1976                      | Zydeco            | Single | 2011                     |
| „Bohemian Rhapsody“                                              | Queen | EMI Records            | 1975                      | Rock              | Single | 2004                     |
| „Bonaparte’s Retreat“                                            | W. H. Stepp | Library of Congress    | 1937                      | Folk              | Single | 2013                     |
| „Boogie Chillen'’“                                               | John Lee Hooker | Modern                 | 1948                      | Blues             | Single | 1999                     |
| „Boogie Woogie Bugle Boy“                                        | The Andrews Sisters | Decca                  | 1941                      | Jump Blues        | Single | 2000                     |
| „Boom Boom“                                                      | John Lee Hooker | Vee-Jay                | 1962                      | Blues             | Single | 2016                     |
| Born in the U.S.A.                                               | Bruce Springsteen | Columbia               | 1984                      | Rock              | Album  | 2012                     |
| „Born to Be Wild“                                                | Steppenwolf | Dunhill                | 1968                      | Hard Rock         | Single | 2002                     |
| Born to Run                                                      | Bruce Springsteen | Columbia               | 1975                      | Rock & Roll       | Album  | 2003                     |
| Born Under a Bad Sign                                            | Albert King | Stax                   | 1967                      | Electric Blues    | Album  | 1999                     |
| „Both Sides, Now“                                                | Judy Collins | Elektra                | 1967                      | Folk              | Single | 2003                     |
| Brahms: Trio No. 1 in B Major                                    | Jascha Heifetz (Violine), Emanuel Feuermann (Cello), Arthur Rubinstein (Piano) | Victor                 | 1941                      | Klassische Musik  | Album  | 1999                     |
| „Brazil (Aquarela Do Brazil)“                                    | Jimmy Dorsey & his Orchestra | Decca                  | 1942                      | Jazz              | Single | 2009                     |
| Breezin‘                                                         | George Benson | Warner Bros.           | 1976                      | Smooth Jazz       | Album  | 2008                     |
| The Bridge                                                       | Sonny Rollins | Bluebird               | 1962                      | Jazz              | Album  | 2015                     |
| „Bridge Over Troubled Water“                                     | Simon & Garfunkel | Columbia               | 1970                      | Pop               | Single | 1998                     |
| Brigadoon                                                        | Original Broadway-Besetzung (Marion Bell, David Brooks, Pamela Britton, Lee Sullivan) | RCA Victor             | 1947                      | Musical Show      | Album  | 2011                     |
| Brilliant Corners                                                | Thelonious Monk | Riverside              | 1956                      | Hard Bop Jazz     | Album  | 1999                     |
| „Bring It on Home to Me“                                         | Sam Cooke | RCA Victor             | 1962                      | Soul              | Single | 2018                     |
| Bringing It All Back Home                                        | Bob Dylan | Columbia               | 1965                      | Folk Rock         | Album  | 2006                     |
| Britten: War Requiem Op. 66                                      | London Symphony Orchestra & Chorus dirigiert von Benjamin Britten; Highgate School Boys Choir, The Bach Choir; Melos Ensemble; Galina Vishnevskaya (Sopran), Peter Pears (Tenor), Dietrich Fischer-Dieskau (Bariton) | London                 | 1963                      | Klassische Musik  | Album  | 1998                     |
| „Brother, Can You Spare a Dime?“                                 | Bing Crosby | Brunswick              | 1932                      | Musical Theater   | Single | 2005                     |
| „Brown Eyed Girl“                                                | Van Morrison | Bang                   | 1967                      | Rock              | Single | 2007                     |
| Buena Vista Social Club                                          | Buena Vista Social Club | World Circuit/Nonesuch | 1997                      | Jazz, Latin       | Album  | 2024                     |
| The Button-Down Mind of Bob Newhart                              | Bob Newhart | Warner Bros.           | 1960                      | Stand-Up Comedy   | Album  | 2007                     |
| „By the Time I Get to Phoenix“                                   | Glen Campbell | Capitol                | 1967                      | Country           | Single | 2004                     |
| „Bye Bye Blackbird“                                              | Gene Austin | Victor                 | 1926                      | Jazz              | Single | 2005                     |
| „Bye Bye Love“                                                   | The Everly Brothers | Cadence                | 1957                      | Country           | Single | 1998                     |
| Cabaret: Original Motion Picture Soundtrack                      | Verschiedene (Besetzung: Liza Minnelli, Joel Grey etc.) | ABC                    | 1972                      | Soundtrack        | Album  | 2008                     |
| „Caldonia Boogie“                                                | Louis Jordan & His Tympany Five | Decca                  | 1945                      | Jump Blues        | Single | 1998                     |
| „California Dreamin'’“                                           | The Mamas & the Papas | Dunhill                | 1966                      | Sunshine Pop      | Single | 2001                     |
| „California Girls“                                               | The Beach Boys | Capitol                | 1965                      | Pop-Rock          | Single | 2010                     |
| „California, Here I Come“                                        | Al Jolson mit dem The Isham Jones Orchestra | Brunswick              | 1924                      | Traditional Pop   | Single | 2005                     |
| „Call It Stormy Monday“                                          | T-Bone Walker | Black & White          | 1947                      | Blues             | Single | 1991                     |
| Calypso                                                          | Harry Belafonte | RCA Victor             | 1956                      | Mento             | Album  | 2015                     |
| Camelot                                                          | Original Broadway-Besetzung (Richard Burton, Julie Andrews, Robert Goulet) | Columbia               | 1960                      | Musical Show      | Album  | 2006                     |
| „Can the Circle Be Unbroken (By and By)“                         | The Carter Family | Banner                 | 1935                      | Country           | Single | 1998                     |
| Candide                                                          | Original Broadway-Besetzung (Barbara Cook, Max Adrian, Robert Rounseville) | Columbia               | 1956                      | Musical Show      | Album  | 1998                     |
| „Candy“                                                          | Big Maybelle | Savoy                  | 1953                      | R&B               | Single | 1999                     |
| Canciones de mi Padre                                            | Linda Ronstadt | Asylum Records         | 1987                      | Latin, Folk       | Album  | 2021                     |
| Capitol Presents The King Cole Trio                              | The King Cole Trio | Capitol                | 1944                      | Jazz              | Album  | 2020                     |
| „Caravan“                                                        | Duke Ellington & his Orchestra mit Ivie Anderson und Juan Tizol | Master                 | 1937                      | Jazz              | Single | 2009                     |
| The Famous 1938 Carnegie Hall Jazz Concert                       | Benny Goodman | Columbia               | 1950                      | Jazz              | Album  | 1975                     |
| „Carolina Shout“                                                 | James P. Johnson | OKeh                   | 1921                      | Jazz              | Single | 2020                     |
| Carousel                                                         | Original Broadway-Besetzung (John Raitt, Jan Clayton, Jean Darling) | Decca                  | 1945                      | Musical Show      | Album  | 1998                     |
| The Cars                                                         | The Cars | Elektra                | 1978                      | Rock              | Album  | 2021                     |
| Catch a Fire                                                     | Bob Marley and the Wailers | Tuff Gong              | 1973                      | Reggae            | Album  | 2010                     |
| „Cat’s in the Cradle“                                            | Harry Chapin | Elektra                | 1974                      | Soft Rock         | Single | 2011                     |
| „Celebration“                                                    | Kool & the Gang | De-Lite                | 1980                      | Post-disco        | Single | 2016                     |
| „Chain of Fools“                                                 | Aretha Franklin | Atlantic               | 1967                      | R&B               | Single | 2001                     |
| „Chances Are“                                                    | Johnny Mathis | Columbia               | 1957                      | Traditional Pop   | Single | 1998                     |
| A Change Is Gonna Come                                           | Sam Cooke | RCA Victor             | 1964                      | R&B               | Single | 2000                     |
| „Changes“                                                        | David Bowie | RCA                    | 1971                      | Art pop           | Single | 2017                     |
| A Charlie Brown Christmas                                        | Vince Guaraldi Trio | Fantasy                | 1965                      | Jazz              | Album  | 2007                     |
| Charlie Parker with Strings                                      | Charlie Parker | Mercury                | 1950                      | Jazz              | Album  | 1988                     |
| „Chattanooga Choo Choo“                                          | Glenn Miller Orchestra mit Tex Beneke und den Modernaires | Bluebird               | 1941                      | Swing             | Single | 1996                     |
| Cheap Thrills                                                    | Big Brother and the Holding Company | Columbia               | 1968                      | Rock              | Album  | 2007                     |
| „Cheek to Cheek“                                                 | Fred Astaire mit Leo Reisman and His Orchestra | Brunswick              | 1935                      | Soundtrack        | Single | 2000                     |
| „Chega de Saudade“                                               | João Gilberto | Odeon                  | 1958                      | Bossa Nova        | Single | 2000                     |
| Chega de Saudade                                                 | João Gilberto | Odeon                  | 1959                      | Bossa Nova        | Album  | 2001                     |
| „Cherokee“                                                       | Charlie Barnet & his Orchestra | Bluebird               | 1939                      | Jazz              | Single | 1998                     |
| Chet Baker Sings                                                 | Chet Baker | Pacific Jazz           | 1956                      | Jazz              | Album  | 2001                     |
| The Chicago Transit Authority                                    | Chicago | Columbia               | 1969                      | Progressive Rock  | Album  | 2014                     |
| Child Is Father to the Man                                       | Blood, Sweat & Tears | Columbia               | 1968                      | Rock              | Album  | 1999                     |
| „Chimes Blues“                                                   | King Oliver & his Creole Jazz Band | Gennett                | 1923                      | Jazz              | Single | 1996                     |
| „Choo Choo Ch’Boogie“                                            | Louis Jordan & his Tympany Five | Decca                  | 1946                      | R&B               | Single | 2008                     |
| Chopin: 14 Waltzes                                               | Dinu Lipatti | Columbia               | 1952                      | Klassische Musik  | Album  | 1998                     |
| Chopin: Mazurkas (Complete)                                      | Arthur Rubinstein | RCA Victor             | 1965                      | Klassische Musik  | Album  | 2006                     |
| Chopin: The Complete Nocturnes                                   | Arthur Rubinstein | RCA Red Seal           | 1965                      | Klassische Musik  | Album  | 2004                     |
| Chopin: Waltzes                                                  | Arthur Rubinstein | RCA Victor             | 1965                      | Klassische Musik  | Album  | 2006                     |
| A Chorus Line                                                    | Original Broadway-Besetzung (Priscilla Lopez, Wayne Cilento etc.) | Columbia               | 1975                      | Musical Show      | Album  | 2007                     |
| A Christmas Gift for You from Phil Spector                       | Phil Spector und verschiedene Künstler | Philles                | 1963                      | R&B               | Album  | 1999                     |
| „The Christmas Song“                                             | Nat King Cole | Capitol                | 1946                      | Traditional Pop   | Single | 1974                     |
| The Chronic                                                      | Dr. Dre | Death Row Records      | 1992                      | Rap               | Album  | 2018                     |
| „Cissy Strut“                                                    | The Meters | Josie                  | 1969                      | Funk              | Single | 2011                     |
| „City of New Orleans“                                            | Arlo Guthrie | Reprise                | 1972                      | Folk              | Single | 2017                     |
| Class Clown                                                      | George Carlin | Little David           | 1972                      | Comedy            | Album  | 2010                     |
| „Clean Up Woman“                                                 | Betty Wright | Alston                 | 1971                      | Soul, Funk        | Single | 2021                     |
| Clifford Brown & Max Roach                                       | Clifford Brown und Max Roach | Emarcy                 | 1954                      | Jazz              | Album  | 1999                     |
| Clouds                                                           | Joni Mitchell | Reprise (1969)         | 1969                      | Folk, Rock        | Album  | 2020                     |
| „Coal Miner’s Daughter“                                          | Loretta Lynn | Decca                  | 1970                      | Country           | Single | 1998                     |
| „Coat of Many Colors“                                            | Dolly Parton | RCA Victor             | 1971                      | Country           | Single | 2019                     |
| „Cocktails for Two“                                              | Spike Jones and His City Slickers | RCA Victor             | 1945                      | Comedy            | Single | 1995                     |
| „Cocktails for Two“                                              | Duke Ellington | RCA Victor             | 1934                      | Jazz              | Single | 2007                     |
| „Cold Sweat Part 1“                                              | James Brown & his Orchestra | King                   | 1967                      | Funk              | Single | 2016                     |
| Come Fly with Me                                                 | Frank Sinatra | Capitol                | 1958                      | Vocal Jazz        | Album  | 2004                     |
| Company                                                          | Original Broadway-Besetzung (Dean Jones, Elaine Stritch, Pamela Myers, Susan Browning, Donna McKechnie) | Columbia               | 1970                      | Musical Show      | Album  | 2008                     |
| Concert by the Sea                                               | Erroll Garner Trio | Columbia               | 1956                      | Jazz              | Album  | 1999                     |
| Conversations with Myself                                        | Bill Evans | Verve                  | 1963                      | Jazz              | Album  | 2000                     |
| „Cool Water“                                                     | Sons of the Pioneers | Decca                  | 1941                      | Country           | Single | 1986                     |
| „Copenhagen“                                                     | Fletcher Henderson And His Orchestra | Vocalion               | 1924                      | Jazz              | Single | 2021                     |
| Copland: Appalachian Spring                                      | Boston Symphony Orchestra dirigiert von Aaron Copland | RCA Victor             | 1959                      | Klassische Musik  | Album  | 2000                     |
| „Copland: Appalachian Spring“                                    | New York Philharmonic dirigiert von Leonard Bernstein | Columbia               | 1961                      | Klassische Musik  | Single | 2009                     |
| „Copland: Fanfare for the Common Man“                            | London Symphony Orchestra dirigiert von Aaron Copland | Columbia               | 1968                      | Klassische Musik  | Single | 2009                     |
| Copland: Symphony No. 3                                          | Minneapolis Symphony Orchestra dirigiert von Antal Doráti | Mercury                | 1951                      | Klassische Musik  | Album  | 2007                     |
| Cosmo's Factory                                                  | Creedence Clearwater Revival | Fantasy                | 1970                      | Rock              | Album  | 2014                     |
| Court and Spark                                                  | Joni Mitchell | Asylum                 | 1974                      | Smooth Jazz       | Album  | 2004                     |
| The Cradle Will Rock                                             | Original Broadway-Besetzung | Musicraft              | 1938                      | Musical Show      | Album  | 1998                     |
| „Crazy“                                                          | Patsy Cline | Decca                  | 1962                      | Country-Pop       | Single | 1992                     |
| „Crazy Arms“                                                     | Ray Price | Columbia               | 1956                      | Country           | Single | 1999                     |
| „Crazy Blues“                                                    | Mamie Smith and Her Jazz Hounds | Okeh                   | 1920                      | Blues             | Single | 1994                     |
| „Crazy He Calls Me“                                              | Billie Holiday | Decca                  | 1949                      | Jazz              | Single | 2010                     |
| Crosby, Stills & Nash                                            | Crosby, Stills & Nash | Atlantic               | 1969                      | Folk Rock         | Album  | 1999                     |
| „Cross Road Blues“                                               | Robert Johnson | Vocalion               | 1936                      | Blues             | Single | 1998                     |
| Crosscurrents                                                    | Lennie Tristano & his Sextet | Capitol                | 1949                      | Jazz              | Album  | 2013                     |
| „Cry“                                                            | Johnnie Ray (mit The Four Lads) | Okeh                   | 1951                      | Traditional Pop   | Single | 1998                     |
| „Cry Me a River“                                                 | Julie London | Liberty                | 1955                      | Traditional Pop   | Single | 2001                     |
| „Crying“                                                         | Roy Orbison | Monument               | 1961                      | Country-Rock      | Single | 2002                     |
| „Crying in the Chapel“                                           | The Orioles | Jubilee                | 1953                      | R&B               | Single | 2008                     |
| „Dance to the Music“                                             | Sly and the Family Stone | Epic                   | 1968                      | Psychedelic Soul  | Single | 1998                     |
| „Dancing in the Street“                                          | Martha and the Vandellas | Gordy                  | 1964                      | R&B               | Single | 1999                     |
| „Dancing Queen“                                                  | ABBA | Polar                  | 1976                      | Europop           | Single | 2015                     |
| „Dang Me“                                                        | Roger Miller | Smash                  | 1964                      | Country           | Single | 1998                     |
| „The Dark End of the Street“                                     | James Carr | Goldwax                | 1967                      | Soul              | Single | 2016                     |
| The Dark Side of the Moon                                        | Pink Floyd | Harvest                | 1973                      | Progressive Rock  | Album  | 1999                     |
| „Dark Was the Night, Cold Was the Ground“                        | Blind Willie Johnson | Columbia               | 1927                      | Gospel blues      | Single | 2011                     |
| „Darktown Strutters' Ball“                                       | Original Dixieland Jazz Band | Columbia               | 1917                      | Jazz              | Single | 2006                     |
| „Days of Wine and Roses“                                         | Henry Mancini | RCA                    | 1962                      | Soundtrack        | Single | 2003                     |
| „Dead Man’s Curve“                                               | Jan and Dean | Liberty                | 1964                      | Car Song          | Single | 2008                     |
| „(Dear Mr. Gable) You Made Me Love You“                          | Judy Garland | Decca                  | 1937                      | Soundtrack        | Single | 1998                     |
| Debussy: Preludes, Book I and II                                 | Walter Gieseking | Columbia               | 1953–1954                 | Klassische Musik  | Album  | 1998                     |
| „Deep in the Heart of Texas“                                     | Gene Autry | Columbia               | 1942                      | Soundtrack        | Single | 2012                     |
| Déjà Vu                                                          | Crosby, Stills, Nash & Young | Atlantic               | 1970                      | Rock              | Album  | 2012                     |
| „Desafinado“                                                     | Stan Getz und Charlie Byrd | Verve                  | 1962                      | Bossa Nova        | Single | 2000                     |
| Desperado                                                        | Eagles | Asylum                 | 1972                      | Rock              | Album  | 2000                     |
| „Devil Got My Woman“                                             | Skip James | Paramount              | 1931                      | Delta Blues       | Single | 2020                     |
| „Diminuendo and Crescendo in Blue“                               | Duke Ellington and His Orchestra | Columbia               | 1956                      | Jazz              | Single | 1999                     |
| „Dinah“                                                          | Ethel Waters | Columbia               | 1925                      | Traditional Pop   | Single | 1998                     |
| Dinu Lipatti Plays the Waltzes of Chopin                         | Dinu Lipatti | Columbia               | 1950                      | Klassische Musik  | Album  | 1998                     |
| „Dippermouth Blues“                                              | King Oliver & his Creole Jazz Band | Okeh                   | 1923                      | Jazz              | Single | 2010                     |
| Disraeli Gears                                                   | Cream | Atco                   | 1967                      | Psychedelic Pop   | Album  | 1999                     |
| Djangology                                                       | Quintet of the Hot Club of France mit Django Reinhardt & Stéphane Grappelli | Decca                  | 1935                      | Jazz              | Album  | 1999                     |
| „Do Nothin’ Till You Hear from Me“                               | Duke Ellington & his Orchestra mit Al Hibbler | Victor                 | 1944                      | Jazz              | Single | 2011                     |
| „Do You Believe in Magic“                                        | The Lovin’ Spoonful | Kama Sutra             | 1965                      | Folk Rock         | Single | 2002                     |
| Doc Watson                                                       | Doc Watson | Vanguard               | 1964                      | Folk              | Album  | 2014                     |
| „Don’t Be Cruel“                                                 | Elvis Presley | RCA Victor             | 1956                      | Rock & Roll       | Single | 2002                     |
| „Don’t Fence Me In“                                              | Bing Crosby und The Andrews Sisters | Decca                  | 1944                      | Traditional Pop   | Single | 1998                     |
| „Don‘t Get Around Much Anymore (Never No Lament)“                | Duke Ellington & his Famous Orchestra | Victor                 | 1940                      | Jazz              | Single | 2010                     |
| Don’t Go to Strangers                                            | Etta Jones | Prestige               | 1960                      | Jazz              | Album  | 2008                     |
| „Don’t Let Your Deal Go Down Blues“                              | Charlie Poole | Columbia               | 1925                      | Country           | Single | 2007                     |
| „Don’t Make Me Over“                                             | Dionne Warwick | Scepter                | 1962                      | Pop               | Single | 2000                     |
| „Don’t Sit Under the Apple Tree (with Anyone Else but Me)“       | The Andrews Sisters | Decca                  | 1942                      | Pop               | Single | 2016                     |
| „Don’t Stop Believin’“                                           | Journey | Columbia (1981)        | 1981                      | Rock              | Single | 2021                     |
| The Doors                                                        | The Doors | Elektra                | 1967                      | Psychedelic Rock  | Album  | 2002                     |
| „Downhearted Blues“                                              | Bessie Smith mit Clarence Williams | Columbia               | 1923                      | Blues             | Single | 2006                     |
| „Downtown“                                                       | Petula Clark | Warner Bros.           | 1964                      | Soul              | Single | 2004                     |
| „Dream On“                                                       | Aerosmith | Columbia               | 1973                      | Rock              | Single | 2018                     |
| „Duke of Earl“                                                   | Gene Chandler | Vee-Jay                | 1961                      | Soul              | Single | 2002                     |
| Dust Bowl Ballads, Volumes 1 & 2                                 | Woody Guthrie | Victor                 | 1940                      | Folk              | Album  | 1998                     |
| „Dust My Broom“                                                  | Elmore James | Trumpet                | 1952                      | Blues             | Single | 1998                     |
| Dusty in Memphis                                                 | Dusty Springfield | Atlantic               | 1969                      | Pop               | Album  | 2001                     |
| Dvořák: Concerto in B Minor for Cello and Orchestra              | Pablo Casals mit dem Czech Philharmonic Orchestra dirigiert von George Szell | Gramophone             | 1938                      | Klassische Musik  | Album  | 1998                     |